# Waldo (Kansas)
Waldo è un comune degli Stati Uniti d'America, situato nello Stato del Kansas, nella contea di Russell.